# Мукші
Мукші́ (рос. Мукши) — присілок в Якшур-Бодьїнському районі Удмуртії, Росія.
Населення — 583 особи (2010; 612 в 2002).
Національний склад (2002):
- удмурти — 83 %

## Історія
Присілок заснований 1772 року. 1945 року в ньому було відкрито дитячий будинок, який 1965 року переведений до присілку Соколовка Сарапульського району. У 1950-их роках у присілку було відкрито дільничну лікарню на 15 ліжок, 1978 року відкрито середню школу, 1988 року утворено лікарську амбулаторію. В 2004-2005 роках присілок був газифікований.

## Урбаноніми[4]
- вулиці — 40 років Перемоги, Гагаріна, Джерельна, Зарічна, Кірова, Леніна, Логова, Молодіжна, Польова, Радянська, Райдужна, Садова, Ставкова, Шкільна